# Theresienstadt

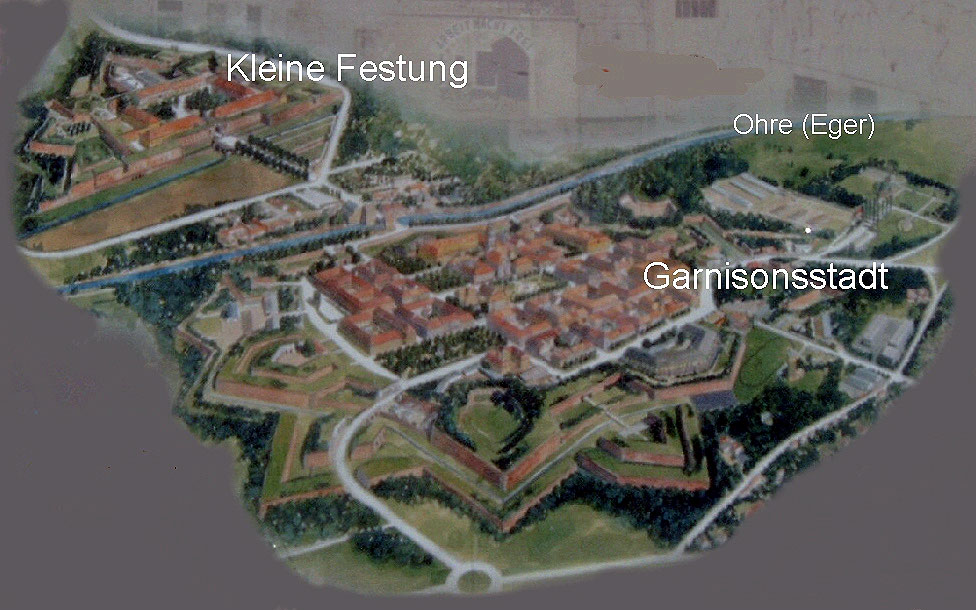
A település második világháborús beosztása

Theresienstadt (ma Terezín) csehországi település volt a Habsburg Birodalomban. II. József építtette 1780-ban az Ohře két partján, annak elbai torkolatánál álló erődöt, amely Bohemia északi részének védelmét szolgálta Poroszországgal szemben. Biztosította az Elba túlpartján fekvő Litoměřice várost. A várost az alapítója saját anyjáról, Mária Terézia magyar királynőről nevezte el.

## Története

### Építése
1780. január 10-én kelt a rendelet az erőd építésére. Tíz hónappal később, október 10-én tették le az alapkövét. Az első épület az „építési felügyelet” szálláshelye volt, akik a továbbiakban az építést szervezték. A tervek alapján szimmetrikus, párhuzamos és merőleges vonalakból álló épületegyüttes lett, az utcák egyenesek és derékszögben metszik egymást. 1781 és 1785 között egy belső sánccal bővítették, majd a laktanya, a fegyverraktár, a kórház és a raktárak építése folyt. 1782. december 9-én már városi rangot kapott, a szabad királyi városok közé emelkedett. 1784-ben a külső sánc, 1786-ban a várárok készült el. Az első polgári ház 1783-ban épült az erőd déli részén. 1790. júniusában nyilvánították hadrafoghatónak. A teljes terület 67 hektár a falak között, amihez több mint 158 hektáros külterület tartozott.
Az erőd egy végvárrendszer része lett volna, de ennek kiépítése sohasem fejeződött be. 1800-ra elavult az erődítmény, a 19. században hírhedt politikai börtön volt. Körülbelül 3–4 ezer katona és 3–4 ezer civil lakott itt.

### 19. század
Theresienstadt soha nem vett részt háborúban, a porosz–osztrák összetűzések más térségekben zajlottak le. Így a következő évtizedekben a polgári létesítményeket bővítették. 1805 és 1810 között helyőrségi templom épült, ez az egyetlen épület, amely magasabb, mint a várost övező falak. 1812-től heti piac tartására kapott jogot. 1830-ban nevezték ki első saját bíráját. A független egyházi közigazgatás 1842-től működött. 1846. december 5-én címert és pecsétet kapott a Városháza. 1861-ben a városi tanács cseh–német állami iskolát alapított. Ebben az időszakban itt raboskodott egy ideig Rózsa Sándor is.
1882-től a települést mentesítették az erődítményből adódó katonai jelleg és kötelezettségek alól. A városban egy kis helyőrség maradt. A következő években a két várkaput lerombolták, további polgári épületeket emeltek: a klubházat (ma Művelődési Ház) 1889–1890-ben és egy új postaépületet 1910-ben.
A déli „kis erődben”, az Ohře-patak kisebb ágán túl már nem sokkal az építkezés befejezését követően katonai börtön működött, de hamarosan politikai foglyokat is tartottak benne. A görög szabadságharc miatt Aléxandrosz Ipszilándisz (Αλέξανδρος Υψηλάντης), a görögök vezetője is itt raboskodott. 1865-ben Anna Rosicka halt meg itt, a lengyel lázadó. Hadzsi Loja, az 1878-as bosnyák felkelés vezetője is ide került. A leghíresebb fogoly a kis erődben a szarajevói merénylő , Gavrilo Princip és két társa, Nedeljko Čabrinović és Trifko Grabež. Az első világháború második évétől ezernél több oroszokkal szimpatizáló ruszint is fogva tartottak.

### Két világháború között
A „hosszú 19. századot” az első világháború zárta. Theresienstadt Terezín néven az Osztrák–Magyar Monarchia egyik utódállama, Csehszlovákia része lett, az új csehszlovák hadsereg helyőrségi városaként funkcionált.

### Második világháború
1939 márciusában a Harmadik Birodalom megszállta Csehszlovákia egy részét, a Szudétavidéket Németországhoz csatolták, Csehország Cseh–Morva Protektorátus néven bábállamként működött tovább. 1940-ben a Gestapo átépítette a kis várat – Kleine Festung – és ismét börtönként hasznosították. A város (Nagy vár) zsidó gettó lett. Itt akarták összegyűjteni a mintegy 80 000 csehországi zsidót. Válogatott művészekből egy mintavárost (Mustersiedlung) akartak létrehozni, amely a világ közvéleménye előtt bizonyítja, milyen humánusan bánnak a zsidókkal. A háború végéig ez az  abszurd kettősség jellemezte a várost: az embertelen bánásmód és a kedvezmények.